# Eberhard Helm
Eberhard Helm (* 22. März 1952 in Filke) ist ein ehemaliger deutscher Mittelstreckenläufer, der sich auf die 1500-Meter-Distanz spezialisiert hatte. Der später als Arzt tätige Helm arbeitete ehrenamtlich als Übungsleiter beim BLSV Rhön-Grabfeld.
Bei den Leichtathletik-Halleneuropameisterschaften 1976 in München wurde er Fünfter. 1976, 1978 und 1980 wurde er Deutscher Vizemeister in der Halle. Er startete für den SC Ostheim/Rhön und für den LAC Quelle in Fürth. Insgesamt trat er sechsmal im Nationaltrikot an. Sein Vater Hans Helm nahm an vier Leichtathletik-Länderkämpfen teil und war von 1950 bis 1996 Hausarzt in Ostheim.

## Persönliche Bestzeiten
- 1000 m: 2:20,1 min, 26. Juli 1979, Fürth
- 1500 m: 3:41,2 min, 31. Mai 1978, München